# Буландшахр (округ)
Буландшахр (хинди बुलन्दशहर जिला, англ. Bulandshahr) — округ в индийском штате Уттар-Прадеш. Административный центр — город Буландшахр. Площадь округа — 3719 км².
По данным переписи 2011 года население округа составляет 3 498 507 человек. Плотность населения — 788 чел./км². Прирост населения за период с 2001 по 2011 годы составил 20,09 %. На 1000 мужчин приходится 892 женщины. Уровень грамотности населения — 76,23 %.
По данным прошлой переписи 2001 года население округа насчитывало 2 913 122 человека. Уровень грамотности взрослого населения составлял 59,39 %, что соответствовало среднеиндийскому уровню (59,5 %).